# Thủy điện Đăk Đrinh
Nhà máy Thủy điện Đăk Đrinh là công trình thủy điện xây dựng trên dòng sông Đắk Đrinh (hay Đăk Đ'Rinh) tại huyện Sơn Tây, tỉnh Quảng Ngãi, Việt Nam .
Thủy điện Đăk Đrinh có công suất lắp máy 125 MW với 2 tổ máy, sản lượng điện hàng năm 520 triệu KWh, khởi công tháng 2/2008 hoàn thành 2013 .

## Phân bố
Đập tạo hồ chứa nước đặt trên dòng Đăk Đrinh ở xã Sơn Dung và Sơn Mùa, phía tây huyện Sơn Tây, tỉnh Quảng Ngãi. Nó tạo ra hồ nước có phần lớn là trên địa phận phía đông huyện Kon Plông tỉnh Kon Tum.
Thủy điện có diện tích lưu vực 420 km². Hồ nước có mực nước dâng bình thường MNDBT 410,00 m, diện tích hồ Fmndbt 9,12 km², dung tích toàn bộ Vtb 249,3 triệu m³, cột nước bình quân Hbq 314,5 m .
Nước được dẫn qua hầm dài 10,7 km, đường kính 4 m, từ xã Sơn Dung đến nhà máy ở xã Sơn Tân huyện Sơn Tây 15°1′6″B 108°23′19″Đ / 15,01833°B 108,38861°Đ .

## Đăk Đrinh
Đăk Đrinh là phụ lưu hợp thành của sông Trà Khúc, chảy ở các huyện Kon Plông tỉnh Kon Tum và huyện Sơn Tây, tỉnh Quảng Ngãi .
Đăk Đrinh khởi nguồn từ các suối ở xã Măng Buk huyện Kon Plông 14°48′41″B 108°14′15″Đ / 14,81139°B 108,2375°Đ, dòng chính chảy uốn lượn hướng bắc và đông bắc qua xã Đăk Ring huyện Kon Plông.
Đến xã Sơn Dung và Sơn Mùa huyện Sơn Tây thì đổi hướng đông, qua thị trấn Di Lăng thì hợp lưu với các dòng sông Xà Lò và sông Re tạo thành sông Trà Khúc 15°0′25″B 108°31′4″Đ / 15,00694°B 108,51778°Đ.

## Tác động môi trường dân sinh
Tái định cư thủy điện vốn có truyền thống chậm trễ, gây khốn khó cho người dân miền núi, đến mức tháng 07/2013 chính quyền tỉnh Kon Tum và huyện Kon Plông phải can thiệp đề nghị chưa cho tích nước .
Tháng 02/2015 có 2 cán bộ bị bắt vì nghi làm thất thoát tiền đền bù giải phóng mặt bằng .